# منوچهر هادی
منوچهر هادی (زادهٔ ۲۸ مرداد ۱۳۵۱) کارگردان، فیلم‌ساز، نویسنده، تهیه‌کننده و بازیگر ایرانی است. از کارهای شاخص وی می‌توان مجموعه‌های تلویزیونی عاشقانه و دلدادگان، خداحافظ بچه و خوب بد زشت را نام برد. وی همچنین با ساخت فیلم‌های رحمان ۱۴۰۰، آینه بغل، و من سالوادور نیستم که در گیشه موفق بودند یکی از کارگردان‌های پول‌ساز و موفق به‌شمار می‌رود..

## زندگی
منوچهر هادی؛ ۲۸ مرداد ۱۳۵۱ در تهران زاده شد. وی در سال ۱۳۶۳ در جنگ ایران و عراق پدرش را از دست داد و پس از دریافت دیپلم در رشتهٔ الکتروتکنیک پا به عرصه هنر گذاشت و تجربه‌هایی چون بازیگری، دستیاری کارگردان و مسئول تدارکات را از سر گذراند.
در سال ۱۳۸۵، نخستین فیلمش، «تلاطم» را ساخت و در همین سال موفق شد ۴ تله‌فیلم دیگر با نام‌های «آخرین روز ماه»، «تصادف»، «فرصت‌های فردا» و «کوچهٔ محجوب» را بسازد که افزون‌بر کارگردانی، نویسندگی آن‌ها را نیز عهده‌دار بوده است.
از جمله پیشینهٔ هنری وی می‌توان به کارگردانی فیلم‌هایی نظیر «قرنطینه»، «یکی می‌خواد باهات حرف بزنه»، «زندگی جای دیگری است»، «کارگر ساده نیازمندیم»، «رحمان ۱۴۰۰»، «آینه بغل»، «من سالوادور نیستم» و همچنین مجموعه‌های تلویزیونی نظیر «خوب، بد، زشت»، «خداحافظ بچه»، و همچنین از مجموعه رسانه‌های خانگی‌های نظیر «عاشقانه»، «گیسو» و «دل» اشاره کرد.

## زندگی شخصی
هادی در ۲۰ اسفند ۱۳۹۴ با یکتا ناصر ازدواج کرد و در ۲۲ آذر ۱۳۹۵ صاحب یک دختر به نام سوفیا شد. در سال ۱۴۰۲ ناصر در گفتگویی مطرح کرد که سال گذشته از هادی جدا شده است.

## فعالیت‌های هنری

### سینمایی
| سال ساخت | نام فیلم                  | کارگردانی | نویسندگی | تهیه کنندگی | بازیگری | تدوین گری |
| -------- | ------------------------- | --------- | -------- | ----------- | ------- | --------- |
| ۱۴۰۴     | تراشه                     | آری       | آری      | —           | —       | —         |
| ۱۴۰۱     | حدود ۸ صبح                | آری       | آری      | آری         | آری     | —         |
| ۱۳۹۷     | رحمان ۱۴۰۰                | آری       | —        | —           | —       | —         |
| ۱۳۹۶     | آینه بغل                  | آری       | —        | —           | —       | —         |
| ۱۳۹۴     | کارگر ساده نیازمندیم      | آری       | —        | آری         | —       | —         |
| ۱۳۹۴     | من سالوادور نیستم         | آری       | —        | —           | —       | —         |
| ۱۳۹۲     | زندگی جای دیگری است       | آری       | آری      | —           | —       | آری       |
| ۱۳۹۱     | دنیای پرامید              | آری       | —        | —           | —       | آری       |
| ۱۳۹۰     | یکی میخواد باهات حرف بزنه | آری       | —        | —           | —       | آری       |
| ۱۳۸۶     | قرنطینه                   | آری       | —        | —           | —       | آری       |
| ۱۳۸۲     | ملاقات با طوطی            | —         | —        | —           | آری     | —         |

#### شبکه خانگی
| سال تولید | عنوان           |
| --------- | --------------- |
| ۱۴۰۲      | نیوکمپ          |
| ۱۴۰۰      | نیسان آبی       |
| ۱۳۹۹      | گیسو (عاشقانه۲) |
| ۱۳۹۸      | دل              |
| ۱۳۹۵      | عاشقانه         |

#### تلویزیون
| سال تولید | عنوان                                                               |
| --------- | ------------------------------------------------------------------- |
| ۱۴۰۴      | یزدان                                                               |
| ۱۴۰۳–۱۴۰۲ | ماه عسل                                                             |
| ۱۳۹۶      | دلدادگان (بعلاوه بازیگر مهمان در فصل سوم)                           |
| ۱۳۹۶      | آرماندو (فقط بازیگری)                                               |
| ۱۳۹۴      | آمین (کارگردان فاز اول - انصراف از پروژه به دلیل ساخت فیلم سینمایی) |
| ۱۳۹۲      | خوب، بد، زشت                                                        |
| ۱۳۹۱      | خداحافظ بچه                                                         |

#### تله‌فیلم[نیازمند منبع]
- کارما (۱۳۹۶) ورک شاپ آوا
- ته خط (۱۳۹۳)
- پاپوش (۱۳۹۰)
- گوهر (۱۳۸۹)
- بلندترین شب سال (۱۳۸۹)
- روستای مرزی (۱۳۸۹)
- غافل (۱۳۸۸)
- کوچه محجوب (۱۳۸۶)
- آخرین روز ماه (۱۳۸۵)
- فرصت‌های فردا (۱۳۸۵)
- تصادف (۱۳۸۵)[۹]
- تلاطم (۱۳۸۵)[۱۰]

#### تئاتر[نیازمند منبع]
- مردگان بی کفن و دفن (۱۳۹۴)

### دستیاری کارگردان
- هزاران چشم[۱۱]
- چهارشنبه‌سوری[۱۱]

### شبکه خانگی به عنوان بازیکن
- شب‌های مافیا کارگردان سعید ابوطالب (۱۴۰۱)

## جوایز و نامزدها
- دریافت تندیس حافظ بهترین کارگردان تلویزیونی در هفدهمین جشن حافظ برای مجموعه خانگی عاشقانه ۱۳۹۶[۱۲]
- دریافت تندیس حافظ بهترین کارگردان تلویزیونی در نوزدهمین جشن حافظ برای مجموعه تلویزیونی دلدادگان ۱۳۹۸[۱۳]